# Manuel Alonso Martínez
Manuel Alonso Martínez (Burgos, 1827 – Madrid, 1891) è stato un politico spagnolo.
Nel 1854 fu eletto parlamentare. Amico di Isabella II di Spagna, fu ripetutamente a capo di vari dicasteri.
Dopo la restaurazione, fu attivo riformista.